# Soporte pictórico

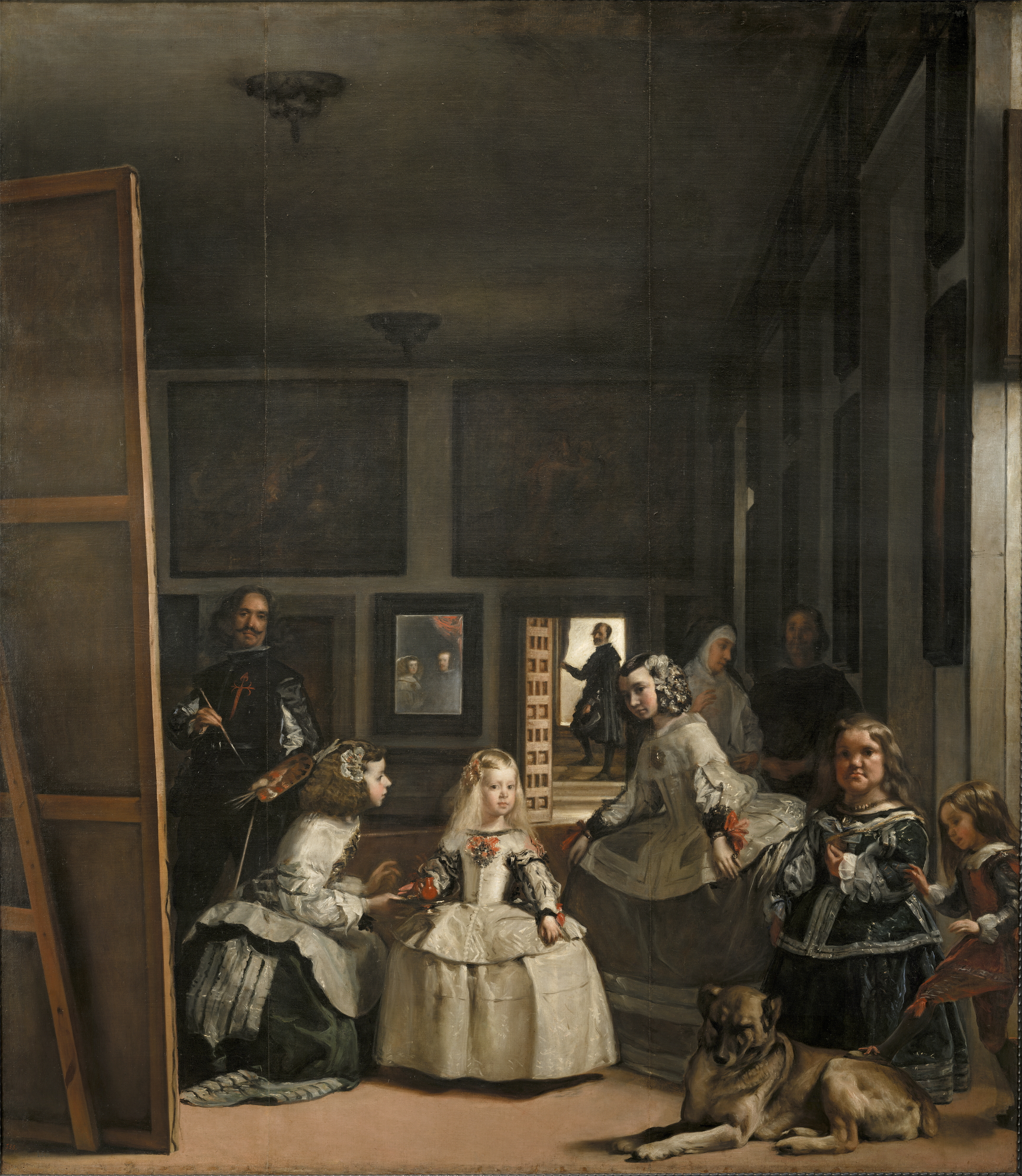
Las meninas, obra maestra de Velázquez.

Soporte pictórico es la superficie sobre la que se aplica el color en una pintura. Cumple la misión de portar el fondo y las capas de pintura. El soporte y el color son los dos elementos indispensables de este arte. El fondo es la capa de preparación entre el soporte y la pintura, necesaria en materiales como la piedra o la tela (imprimación).
A lo largo de la historia, se ha pintado sobre una gran variedad de soportes, cada uno de ellos con sus propias características, como son la textura y absorción. Estas circunstancias determinan el tipo de pigmento que puede aplicarse y, en general, el tratamiento del mismo. Los soportes más usuales han sido: paredes (pintura al fresco o murales), tablas de madera, lienzos y pergamino o papel. El lienzo es el soporte más extendido de la historia de la pintura, que permite grandes superficies sobre las que pintar con menos peso.

## Pintura mural

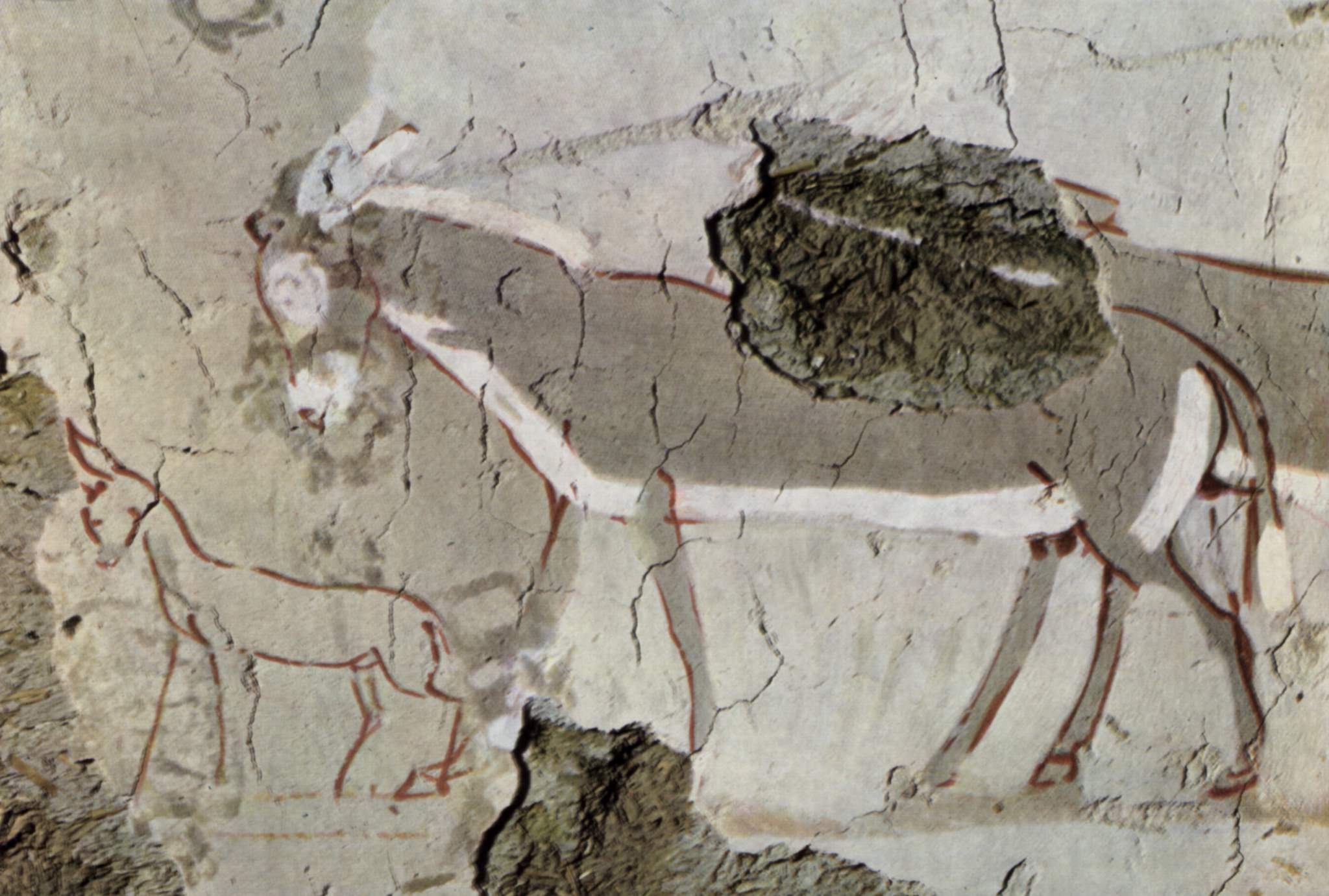
Pintura mural del Antiguo Egipto. Tumba del siglo XV a. C.

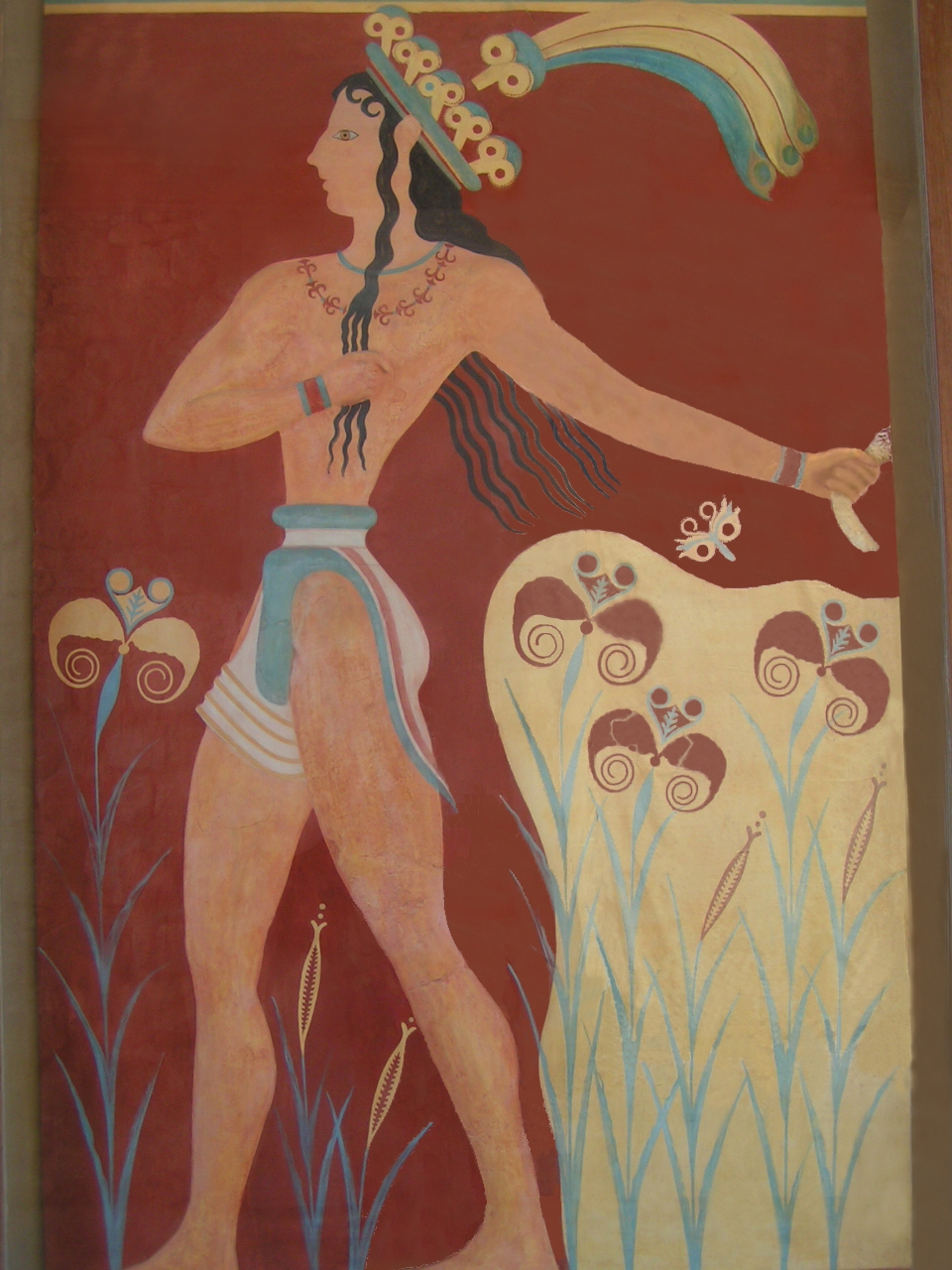
«El Príncipe de los Lirios», ejemplo de pintura mural en el Palacio de Cnosos, Creta.

La piedra o el ladrillo es el material del que está hecho este soporte. La primera pintura de la historia, la rupestre, se ejecutó sobre las paredes de roca de las cuevas paleolíticas. Usaban pigmentos naturales con aglutinantes como la resina. La pintura sobre muros y paredes dominó durante la antigüedad y durante la época románica. Decayó en el gótico, debido a que las paredes se sustituyeron por vidrieras, con lo que había menos superficie en la que pintar; esto determinó también el auge de la pintura sobre tabla. Durante el Renacimiento se produjeron grandes murales, como los frescos realizados por Rafael en las Estancias del Vaticano. Posteriormente, se ha limitado a las paredes de los edificios y los techos, destacando las grandes decoraciones del Barroco y el Rococó, que, combinadas con relieves de estuco, daban lugar a creaciones ilusionistas.
La pintura mural suele tener un carácter decorativo de la arquitectura, aunque también cumplió finalidades didácticas.
Realmente, y salvo en la Prehistoria, no se pinta de manera directa sobre la pared, sino sobre una fina capa intermedia. La principal técnica empleada a lo largo de los siglos para la pintura mural es el fresco. La superficie a pintar se prepara con varias capas de revoco: primero un enlucido basto, el arriccio, y luego una capa más delgada de arena fina y cal, que recibe el nombre de intonaco. Sobre la pared todavía húmeda se aplica entonces el pigmento.
También se usó la encáustica, técnica que ya utilizaron los romanos, en la que los colores se disuelven en cera de abejas y se aplican en caliente, quedando fijados en la pared al secarse. Igualmente, es posible pintar al temple sobre muros y paredes. En este caso hay que esperar a que el revoque esté seco.
La pintura mural no se ha llegado a abandonar nunca, como puede verse en la obra de los muralistas mexicanos y los graffiti.

## Pintura sobre tabla
El segundo soporte sobre el que se aplicó pintura, desde la antigüedad, fue la madera. La madera que más se empleaba era la de nogal, pino o abeto, si bien era algo que dependía de la región donde se viviera y de las especies arbóreas que estuvieran disponibles en abundancia, pues en Italia se usaba chopo, y en el Norte de Europa, roble, haya o pino. Otros tableros de madera dura que se usan como soporte pictórico son los de especies como el abedul, el cedro o el álamo blanco. Durante la Edad Moderna se recurrió a maderas tropicales duras como la caoba. Para preparar esta superficie eran necesarias técnicas complementarias. En primer lugar, si era una obra muy grande, había que unir diversas tablas entre sí, usando clavijas de madera y no de metal, que se oxida; este proceso aparece descrito en obras como De Diversibus Artibus, de Teófilo (principios del siglo XII) o Il Libro dell'Arte de Cennino Cennini (1390).

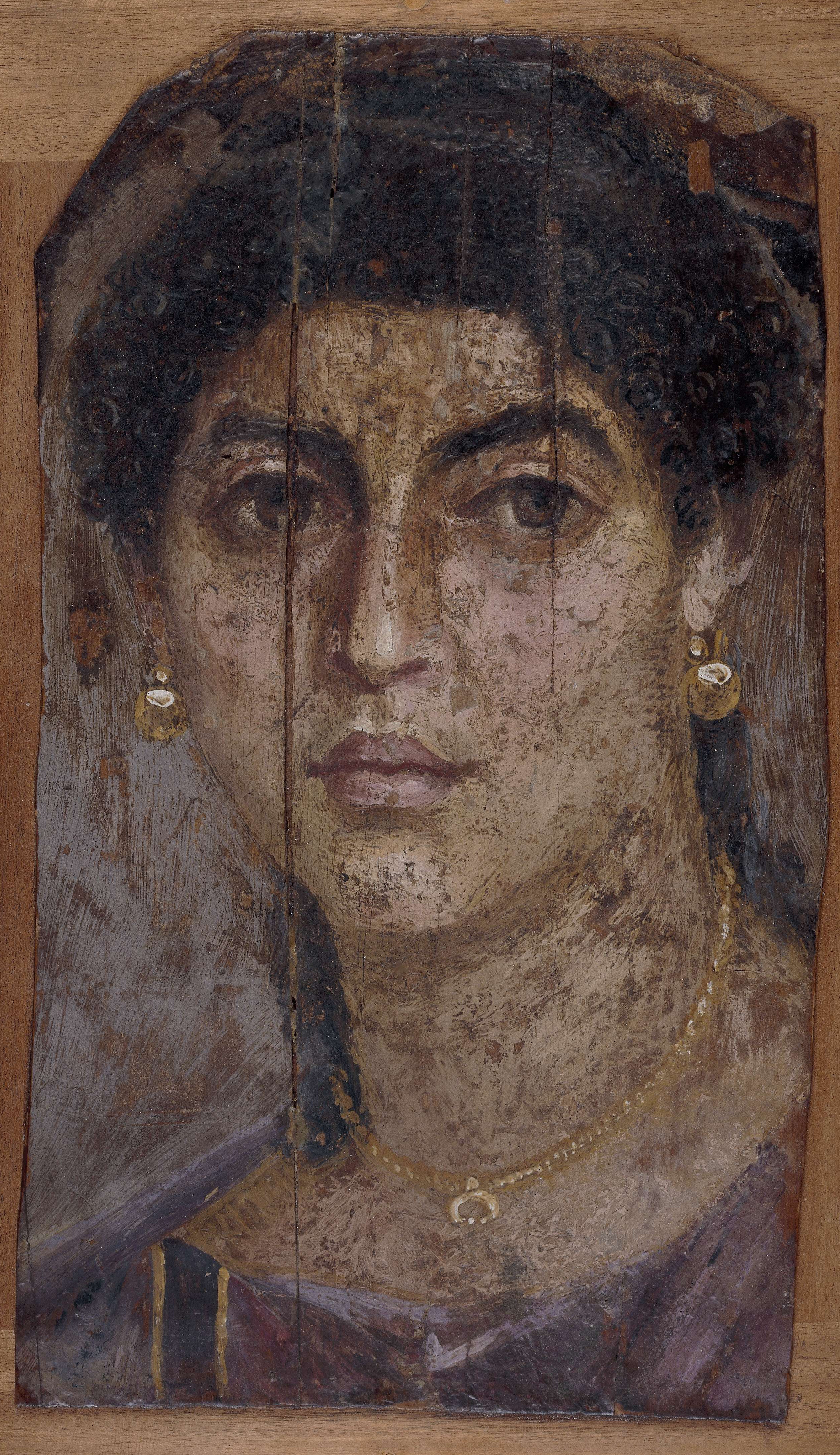
Pintura sobre tabla de la antigüedad: Retrato fúnebre de época romana en El Fayum.

En esta última obra también se describe el «entelado», habitual hasta el año 1400, que cubría las juntas y otros defectos de la madera mediante telas de lino con apresto pegadas a la madera. Con el «enyesado» se cubría la madera con una fina capa de yeso (en italiano, gesso), impermeable al agua, sobre la que se podía pintar. Mediante el «estofado» o «embutido» se rellenaban determinadas zonas con yeso para darle relieve. Finalmente, se llama «dorado» a la aplicación de pan de oro en determinadas partes de la pintura. Un ejemplo de relieve de gesso cubierto con hoja de oro es la corona y la aureola del rey en la Adoración de los magos (1423), de Gentile da Fabriano, conservado en los Uffizi.
Los sarcófagos egipcios que datan del año 2000 a. C. se encuentran en numerosas ocasiones pintados, generalmente a la encáustica. Son famosos los «retratos de El Fayum», de carácter funerario, que datan de los siglos II a IV. No obstante, fue en la Edad Media cuando se difundió la pintura sobre tabla y alcanzó su máximo esplendor. En la época románica se pintaron diversas piezas de mobiliario ejecutadas en madera, como baldaquinos o frontales. La madera que se pintaba era, en muchas ocasiones, la de muebles y otros objetos de uso cotidiano, que se adornaba mediante la pintura. Así, durante los siglos XIII y XIV, en Italia especialmente, se pintaban los crucifijos, como puede verse en la obra de Giunta Pisano. Otros objetos cotidianos decorados con pinturas fueron las arcas de esponsales o cassoni, ejemplo de las cuales es La historia de Nastagio degli Onesti de Botticelli o las cajas de partos. Especialmente durante la Baja Edad Media se pintó al temple sobre madera, en tablas individuales o formando grandes polípticos (retablos). Se considera el punto culminante de esta pintura sobre tabla la obra de los primitivos flamencos (siglo XV), quienes ya trabajaban con óleo, bien solo, bien en técnica mixta con temple. La pintura sobre tabla se utilizó, si bien en mucha menor medida, en el siglo XVI e incluso en el XVII o el XVIII.
Los inconvenientes de este soporte son su pesadez, el hecho de que se puede combar o agrietar y, actualmente, si se recurre a las maderas tradicionales, resulta muy caro. Por ello, los artistas contemporáneos que deseen trabajar con madera tienen a su alcance otras superficies para pintar más baratas, como el táblex o masonita, el aglomerado de densidad media (DM) que proporciona una superficie lisa, el tríplex y, más caros, la madera contrachapada que se encuentra disponible en diversos grosores y el llamado blockboard.

## Pintura sobre lienzo
Sobre tela se pintó ya en la Antigüedad, como atestigua la referencia de Plinio el Viejo a un retrato de Nerón ejecutado sobre una tela de más de treinta metros. No obstante, se conservan pocas pinturas sobre lienzo anteriores al siglo XIV, tanto por ser más escasas, como por el hecho de que se pintaba sobre tela temas profanos, como banderas o decoraciones festivas, lo que determina que no se conservasen. A partir del Renacimiento, se generalizó el uso de este soporte, que puede considerarse el de más éxito en la historia de la pintura. En lugares como la Venecia del siglo XVI, el lienzo aventajó al fresco por ser más resistente al frío y la humedad del invierno. Pero la principal ventaja comparativa del lienzo frente a los dos soportes anteriores (el muro y la tabla) es su liviandad, que permite transportarlo fácilmente y lograr grandes formatos con soportes más ligeros. De esta manera, se expandió su comercialización. También permitió que el arte de la pintura se convirtiera en botín de guerra, como ocurrió con la toma del castillo de Praga por los suecos en 1648, en el curso de la Guerra de los Treinta Años o los saqueos de pintura italiana por los ejércitos napoleónicos.
El lienzo es una tela hecha con lino, algodón o cáñamo. Dependiendo de las características de la tela, su fragilidad, o el relieve de la urdimbre y la trama cruzados, la superficie pictórica es diferente y también es distinto el resultado. En el siglo XV se utilizó una tela fina, llamada tela rensa. En el siglo XVI, en cambio, la tela era de tejido cruzado, más basta. La tela de lino está considerada la mejor tela que existe, fuerte, difícil de romper, con textura variable, que va desde lo muy suave a lo áspero; es también la más cara y tiene el inconveniente de destensarse con el tiempo húmedo. El algodón, por su parte, es una buena alternativa al lino, aunque sigue siendo caro; se tensa fácilmente y no le afectan tanto los cambios climatológicos. Mucho más barata es la tela de arpillera, muselina, percal o cáñamo, que puede fijarse sobre tableros de madera, dado que no tienen textura cerrada suficiente para ser tensados.
Sobre ella se ha pintado al temple, al óleo o con acrílico. Desde el Renacimiento hasta el siglo XX generalmente se ha pintado al óleo, pues la tela está considerada el mejor soporte para pintar al óleo.

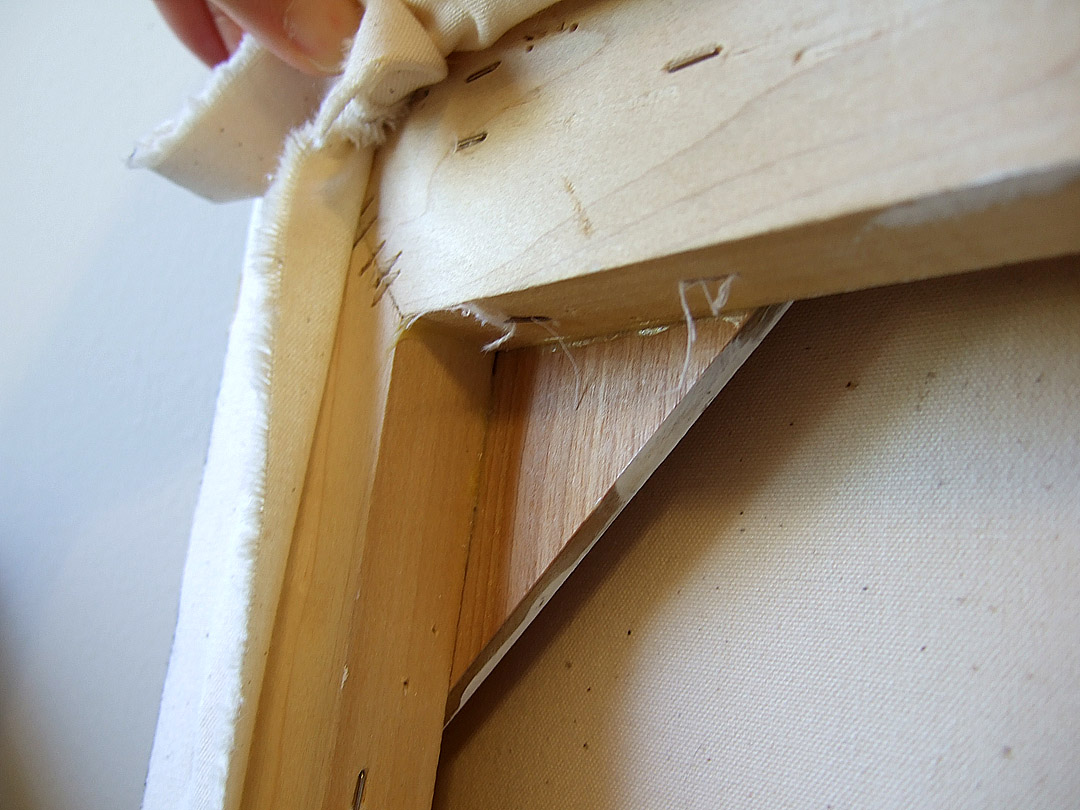
Vista posterior de un bastidor en construcción, soporte de madera sobre el que tensar el lienzo.

La tela puede estar fijada mediante adhesivo a un soporte sólido, que es lo que se hizo primitivamente, tensando las telas sobre tablas. Pero lo tradicional es que se fije sobre un bastidor de madera, reforzado en el centro por dos montantes, mediante cordeles que se atan a las espigas que rodean el borde del marco. A partir del siglo XVIII la tela se dejó unida al bastidor. En el siglo XIX se empezaron a producir bastidores industriales en serie. Para tensar más la tela se pueden introducir pequeñas cuñas de madera en las esquinas. Usando el bastidor, la tela queda suficientemente tensa para poder pintar sobre ella. Dependiendo de la forma del bastidor, así será el cuadro: bien apaisado (más ancho que alto), bien vertical (más alto que ancho). Aunque generalmente tiene forma de rectángulo, ocasionalmente se trabajaron otras, como los tondi (forma redonda, por ejemplo, la Alegoría de la Industria de Goya) o los shaped canvas de algunos expresionistas abstractos como Barnett Newman.
El lienzo se prepara mediante la imprimación, que consiste en aplicar sucesivas capas de productos químicos (cola, glicerina, óxido de cinc, etc.) hasta llegar a tener una superficie lisa y, generalmente, blanca sobre la que aplicar la pintura, generalmente, óleo.
Los pintores del expresionismo abstracto prescindieron del bastidor, extendiendo las telas por el suelo o fijándolas a las paredes. Trabajaron igualmente en lienzos sin imprimación, de manera que la tela absorbe toda la pintura, formándose telas «chorreantes» y efectos de halo, como puede verse en la obra de Helen Frankenthaler. Otros pintores posteriores han actuado sobre el soporte en si, cortándolo o perforándolo (Lucio Fontana). Sigue siendo el soporte más utilizado para el óleo y los acrílicos.

## El papel

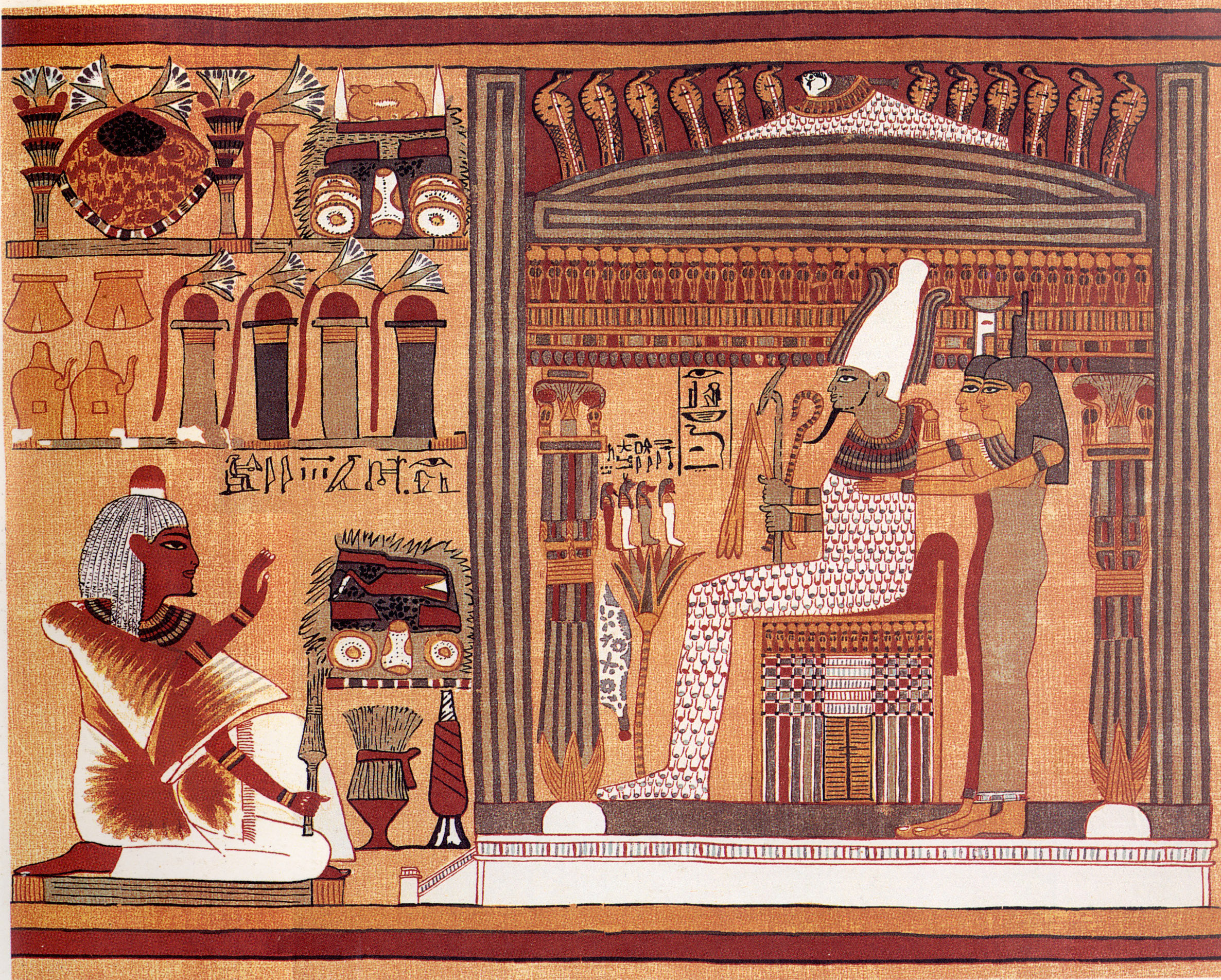
Pintura egipcia sobre papiro, el soporte precedente del papel.

Otro soporte sobre el cual se pinta es el papel, generalmente en formato pequeño debido a su endeblez. También en alguna ocasión se ha pintado sobre el papel aplicando este a un soporte rígido como la madera o la pared. Dependiendo del «grano» del papel, esto es, su textura, si es satinado o rugoso, el papel capta el pigmento de la pintura de una u otra manera, permitiendo diversos efectos del dibujo.

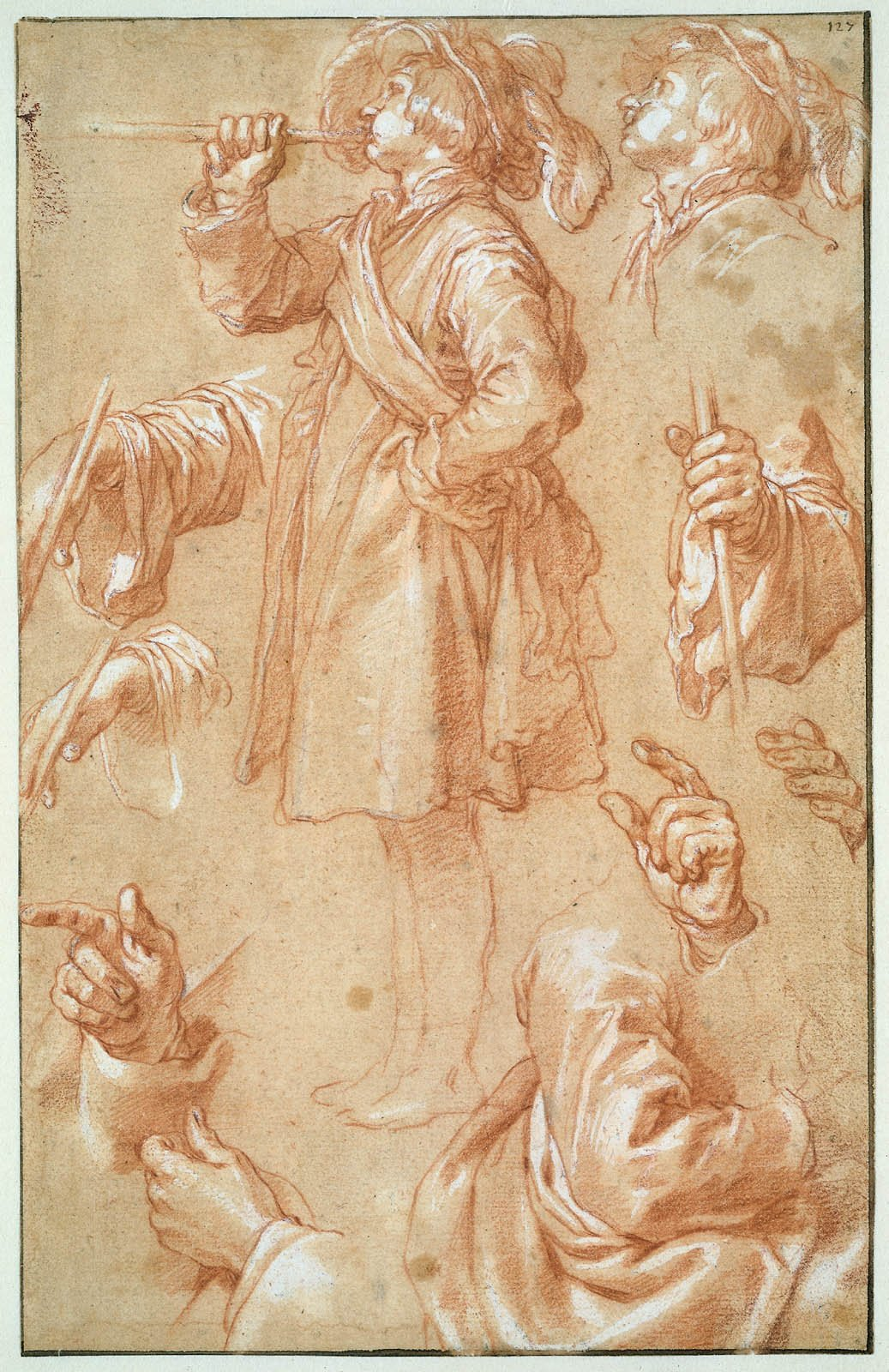
Pintura sobre papel marrón claro: Estudios de un trompetero en pie, manos y brazos, de Abraham Bloemaert, h. 1626.

Este soporte es adecuado para técnicas como la acuarela, el pastel, o el grabado, técnica esta última que permite reproducir láminas o estampas mediante la impresión. Además, resulta perfecto, y así se ha empleado a lo largo de la historia del arte, para la elaboración de esbozos, estudios preliminares o dibujos, empleando la tiza, el carboncillo, o tinta y pluma; el motivo es que resulta fácil de transportar de un lugar a otro, y el artista lo podía llevar consigo en cualquier momento.
Actualmente, existe en el mercado una gran variedad de papeles para pintar, de diferentes texturas, colores o tamaños. De esta forma, el pintor contemporáneo tiene amplia variedad donde elegir, incluidos papeles tradicionales asiáticos que proporcionan una superficie pictórica diferente a la habitual, como los papeles de algodón llamados «Khadi», que se elaboran en toda la India imprimados y que admiten todo tipo de pintura, incluido el óleo. En Occidente pueden encontrarse papel y cartón texturados, esto es, a los que se ha dado una textura de tela, idóneos para pintar al óleo y al acrílico; resulta relativamente barato, aunque es fácil de dañar. Otros tipos de papel son: el papel cartridge, la cartulina tipo bristol, cartones para dibujo e ilustración (una lámina de cartón con una superficie laminada) aptos para acuarela, pluma, tinta, aerógrafo, marcador y pluma técnica. Para la acuarela se fabrican papeles específicos; son tramados, libres de ácidos y por lo general blancos, y se presentan en tres texturas: rugosa, prensada en frío (NOT) y prensada en caliente. Para pastel también hay cartones y papeles especiales, de superficie abrasiva que permita al pastel adherirse a su superficie; dentro de él se encuentra el llamado papel veludillo o aterciopelado, que permite un acabado mate que recuerda más a las pinturas tradicionales que al dibujo.

## Otros soportes
También se usó como superficie pictórica el cuero y en particular, la vitela y el pergamino, superficies adecuadas para caligrafía, pintura y pastel, si bien al proceder de la piel de animales, siempre resultó un soporte demasiado preciado.
El metal es otro soporte usado históricamente para pintar. Los metales más apropiados son el cobre, el zinc y el aluminio, pues otros como el hierro o el acero se corroen fácilmente. El problema del metal es que resulta caro, pesado y tiene esa tendencia a oxidarse. El cobre, en pequeñas láminas, se ha usado desde el siglo XVI, pintándose sobre él con óleo. De los maestros occidentales, quizá el más conocido pintor sobre cobre fue Adam Elsheimer.
En el siglo XVI también se usó el marfil para pintar miniaturas.
En el siglo XX, la ruptura con los elementos tradicionales de la pintura (géneros, técnicas) ha determinado la aplicación de la pintura sobre gran diversidad de soportes. Aparte de soportes minoritarios como el metal, el pintor actual ha recurrido a materiales nuevos como el acetato. Se usa en collages, ensamblajes y técnicas mixtas, siendo preciso que esté previamente tratado para que se pueda pintar o dibujar sobre ella usando acrícilico, acuarela, guache, lápiz o tinta.
No obstante, la pintura contemporánea ha conservado también soportes tradicionales como el lienzo o el papel, si bien trabajándolos de manera diferente. Se ha recurrido al collage o a los «objetos encontrados», añadiéndose a la tela papeles de periódico, cajetillas de tabaco, telas, maderas, latas, plumas, o cualquier otro objeto de la realidad (así se hizo en el cubismo, el dadaísmo, la pintura matérica o el pop art). Sobre el lienzo o el papel se han impreso imágenes con técnica fotográficas, como las rayographies de Man Ray o el fotomontaje de los dadaístas.

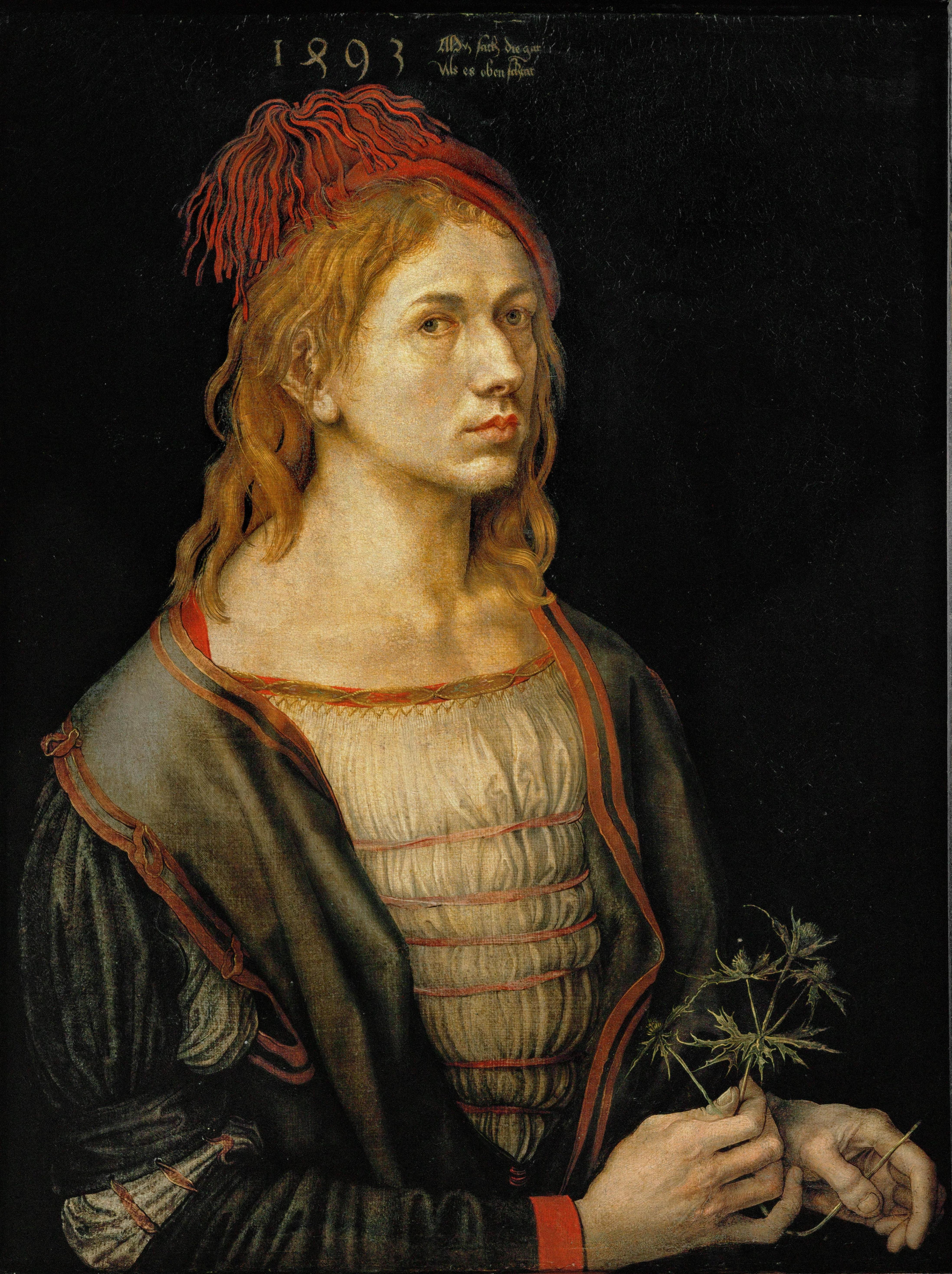
Vitela. Autorretrato de Durero, originalmente hecho en óleo sobre vitela, 1493, Museo del Louvre, París
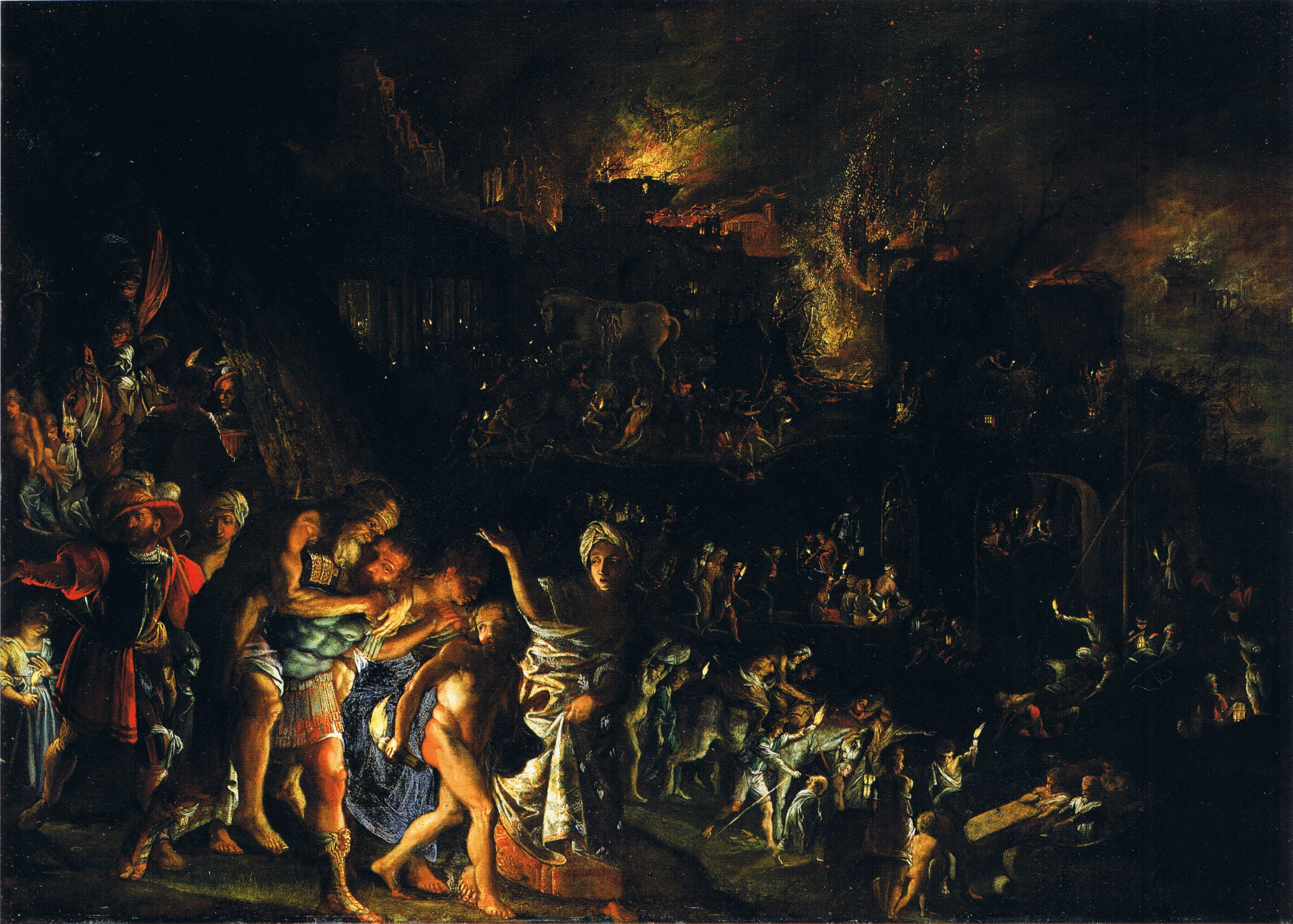
Cobre. Obra de Adam Elsheimer sobre cobre: El incendio de Troya, h. 1600, 36 × 50 cm, Alte Pinakothek, Múnich
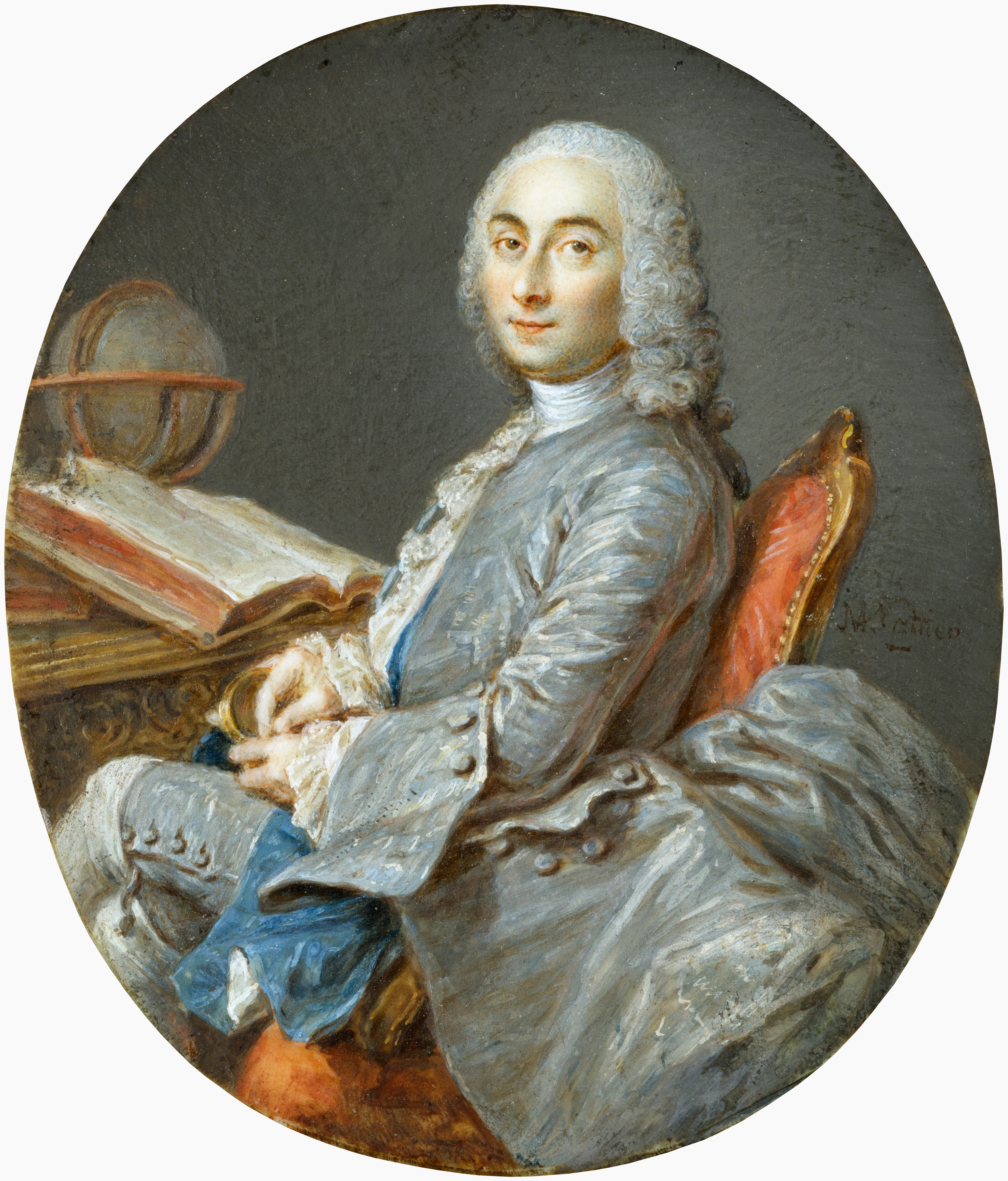
Marfil. Obra de Jean-Marc Nattier, acuarela sobre marfil: Retrato miniatura del astrónomo francés César-François Cassini (Cassini III), h. 1750